# Іванов Дмитро Олександрович
Дмитро́ Олекса́ндрович Івано́в (1987—2023) — український військовослужбовець, учасник російсько-української війни, кавалер ордена «За мужність» III ступеня.

## З життєпису
Народився 1987 року в місті Одеса. Здобув середню освіту; працював будівельником; був активістом. З 2014 року допомагав дітям, які постраждали від російської агресії, збудував пам'ятник воїнам АТО та ССО.
У перший день повномасштабної війни приєднався до лав добровольців. Службу проходив у 122-ій окремій бригаді територіальної оборони; снайпер роти вогневої підтримки.
Загинув 20 березня 2023 року в бою за місто Бахмут — внаслідок ворожого авіаудару зазнав смертельних поранень.
Похований на Алеї Слави Західного кладовища в Одесі.
Без Дмитра лишились дружина і донька.

## Нагороди
- Орден «За мужність» III ступеня.